# North Plains (Oregon)
North Plains è una città degli Stati Uniti d'America situata nell'Oregon, nella Contea di Washington.